# モンテネグロ・ラジオ・テレビジョン

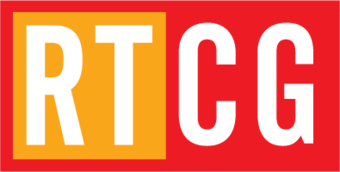
初代ロゴ。2006年から2012年までに使用していた。

モンテネグロ・ラジオ・テレビ（モンテネグロ語: Радио и Телевизија Црне Горе）、略称はRTCG（モンテネグロ語: РТЦГ）、はモンテネグロの公共放送。モンテネグロラジオ・テレビは国有の放送事業者であり、本社はポドゴリツァにある。モンテネグロラジオ・テレビは2001年7月に欧州放送連合（EBU）に加盟し、モンテネグロの独立に伴い、2006年からはEBUのフルメンバーになった。
モンテネグロ・ラジオ・テレビは2023年に新ロゴのコンペを行い、43件の候補作品があった。モンテネグロでのテレビ放送開始60周年を祝い、新ロゴは2024年4月2日から使用している。